# 1715 az irodalomban
Az 1715. év az irodalomban.

## Új művek
- Alain René Lesage pikareszk regénye, a Gil Blas első könyvei (az utolsó rész 1735-ben jelenik meg).
- Csikamacu Monzaemon japán drámaíró, bunraku- és kabukiszerző darabja: Kokuszenja kasszen („Kuo-hszing-je csatái”).

## Születések

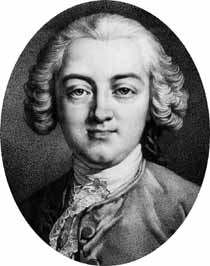
Helvétius

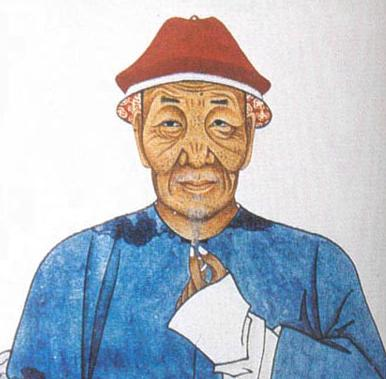
Pu Szung-ling

- február 26.– Helvétius francia materialista filozófus († 1771)
- július 4. – Christian Fürchtegott Gellert német költő, író, pedagógus († 1769)
- augusztus 5. – Luc de Clapiers de Vauvenargues francia író, moralizáló munkák szerzője († 1747)
- szeptember 30. – Étienne Bonnot de Condillac francia filozófus író († 1780)

## Halálozások
- január 7. – François Fénelon francia katolikus érsek, teológus, költő és író (* 1651)
- február 25. – Pu Szung-ling kínai író, a fantasztikus-realista novella típusának megteremtője a klasszikus kínai irodalomban (* 1640)